# Long After Dark
Long After Dark är Tom Petty & the Heartbreakers femte studioalbum, utgivet 1982.

## Låtlista
Låtarna skrivna av Tom Petty, där inget annat namn anges.
1. "A One Story Town" – 3:06
2. "You Got Lucky" (Tom Petty, Mike Campbell) – 3:37
3. "Deliver Me" – 3:28
4. "Change of Heart" – 3:18
5. "Finding Out" (Tom Petty, Campbell) – 3:36
6. "We Stand a Chance" – 3:38
7. "Straight into Darkness" – 3:49
8. "The Same Old You" (Tom Petty, Campbell) – 3:31
9. "Between Two Worlds" (Tom Petty, Campbell) – 5:12
10. "A Wasted Life" – 4:35